# Xestia kermesina
Xestia kermesina är en fjärilsart som beskrevs av Paul Mabille 1869. Xestia kermesina ingår i släktet Xestia och familjen nattflyn. Inga underarter finns listade i Catalogue of Life.